# Koyuki Katō
Koyuki Katō (jap. 加藤 小雪 Katō Koyuki; ur. 18 grudnia 1976 w Zama, w prefekturze Kanagawa) – japońska modelka, aktorka.

## Kariera
Wygrała konkurs zorganizowany przez magazyn Non-No, zawarła kontrakt z tym pismem i została zawodową modelką w 1997 r.
Swoją karierę aktorską rozpoczęła, występując w telewizyjnym serialu pt.: Koi wa aserazu (jap. 恋はあせらず), który przyniósł jej ogólnokrajową sławę. Grała także w innych serialach: Beautiful Life ~ futari de ita hibi ~ (jap. ビューティフルライフ ~ふたりでいた日々~), Antique ~ seiyō kottō yōgashi-ten ~ (jap. アンティーク ～西洋骨董洋菓子店～) czy Tentai Kansoku (jap. 天体観測).
Koyuki wystąpiła także w produkcjach kinowych, m.in. zagrała Takę w Ostatnim samuraju. W 2015 wystąpiła w roli żony japońskiego konsula w Kownie Chiune Sugihary w kręconym częściowo w Polsce filmie Persona non grata.

### Filmy
| Rok  | Tytuł                                                                       | Rola             |
| ---- | --------------------------------------------------------------------------- | ---------------- |
| 2001 | Puls                                                                        | Harue Karasawa   |
| 2002 | Laundry (jap. ランドリー)                                                   | Mizue            |
| 2002 | Alive (jap. アライヴ)                                                       | Asuka Saegusa    |
| 2003 | Spy Sorge (jap. スパイ・ゾルゲ)                                             | Yoshiko Yamazaki |
| 2003 | Ostatni samuraj                                                             | Taka             |
| 2005 | Tu zawsze świeci słońce ALWAYS San-chōme no Yūhi (jap. ALWAYS 三丁目の夕日) | Hiromi Ishizaki  |
| 2007 | ALWAYS Zoku San-chōme no Yūhi (jap. ALWAYS 続・三丁目の夕日)                | Hiromi Ishizaki  |
| 2009 | Krew: Ostatni wampir                                                        | Onigen           |
| 2011 | Tantei wa BAR ni iru (jap. 探偵はBARにいる)                                 | Saori            |
| 2012 | ALWAYS San-Chome no Yuhi '64 (jap. ALWAYS 三丁目の夕日'64)                  | Hiromi Ishizaki  |
| 2015 | Ambasador nadziei                                                           | Yukiko Sugihara  |

### Produkcje telewizyjne
| Rok  | Tytuł                                                                                | Rola                      |
| ---- | ------------------------------------------------------------------------------------ | ------------------------- |
| 1998 | Koi wa Aserazu (jap. 恋はあせらず)                                                   |                           |
| 2000 | Beautiful Life ~ futari de ita hibi ~ (jap. ビューティフルライフ ~ふたりでいた日々~) | Satsuki Nakajima          |
| 2000 | Ikebukuro West Gate park (jap. 池袋ウエストゲートパーク)                             |                           |
| 2001 | Antique ~ seiyō kottō yōgashi-ten ~ (jap. アンティーク ～西洋骨董洋菓子店～)         | Momoko Izuka              |
| 2001 | Mukodono (jap. ムコ殿)                                                               | Chitsuru Tatsuyama        |
| 2002 | Psycho Doctor (jap. サイコドクター)                                                  | Reiko (odcinek 8)         |
| 2002 | Tentai Kansoku (jap. 天体観測)                                                       | Mifuyu Sawamura           |
| 2003 | Suekko Chounan Ane Sannin (jap. 末っ子長男姉三人)                                    | Sachiko Kashiwakura       |
| 2003 | Kimi wa Pet (jap. きみはペット)                                                      | Sumire Iwaya              |
| 2004 | Boku to Kanojo to Kanojo no Ikiru Michi (jap. 僕と彼女と彼女の生きる道)              | Yura Kitajima             |
| 2005 | Engine (jap. エンジン)                                                               | Tomomi Mizukoshi          |
| 2008 | Sasaki Fusai no Jingi Naki Tatakai (jap. 佐々木夫妻の仁義なき戦い)                   | Ritsuko Sasaki            |
| 2009 | Fumo Chitai (jap. 不毛地帯)                                                          | Chisato Akitsu            |
| 2009 | MR. BRAIN                                                                            | Kumiko Miyase (odcinek 2) |
| 2010 | Onnatachi wa Nido Asobu (jap. 女たちは二度遊ぶ)                                      | Kobieta (segment 3)       |
| 2010 | Unubore Deka (jap. うぬぼれ刑事)                                                     | Yumi Hagio (odcinek 6)    |
| 2013 | Legal High (jap. リーガル・ハイ)                                                     | Kiwa Ando                 |
| 2014 | Long Goodbye (jap. ロング・グッドバイ)                                               | Aiko Kamiido              |